# Bidyapur
Bidyapur (en népalais : विद्यापुर) est un comité de développement villageois du Népal situé dans le district de Surkhet. Au recensement de 2011, il comptait 6 414 habitants.